# 66è Festival Internacional de Cinema de Berlín
El 66è Festival Internacional de Cinema de Berlín va tenir lloc entre l'11 i el 21 de febrer de 2016, amb l'actriu estatunidenca Meryl Streep com a presidenta del jurat. L'Os d'Or honorífic per la seva carrera fou atorgat al director de fotografia alemany Michael Ballhaus. Hail, Caesar!, dirigida per Joel i Ethan Coen, fou seleccionada per obrir el festival. L'Os d'Or fou atorgat al documental italià Fuocoammare, dirigida per Gianfranco Rosi, que també va clausurar el festival.

## Jurat

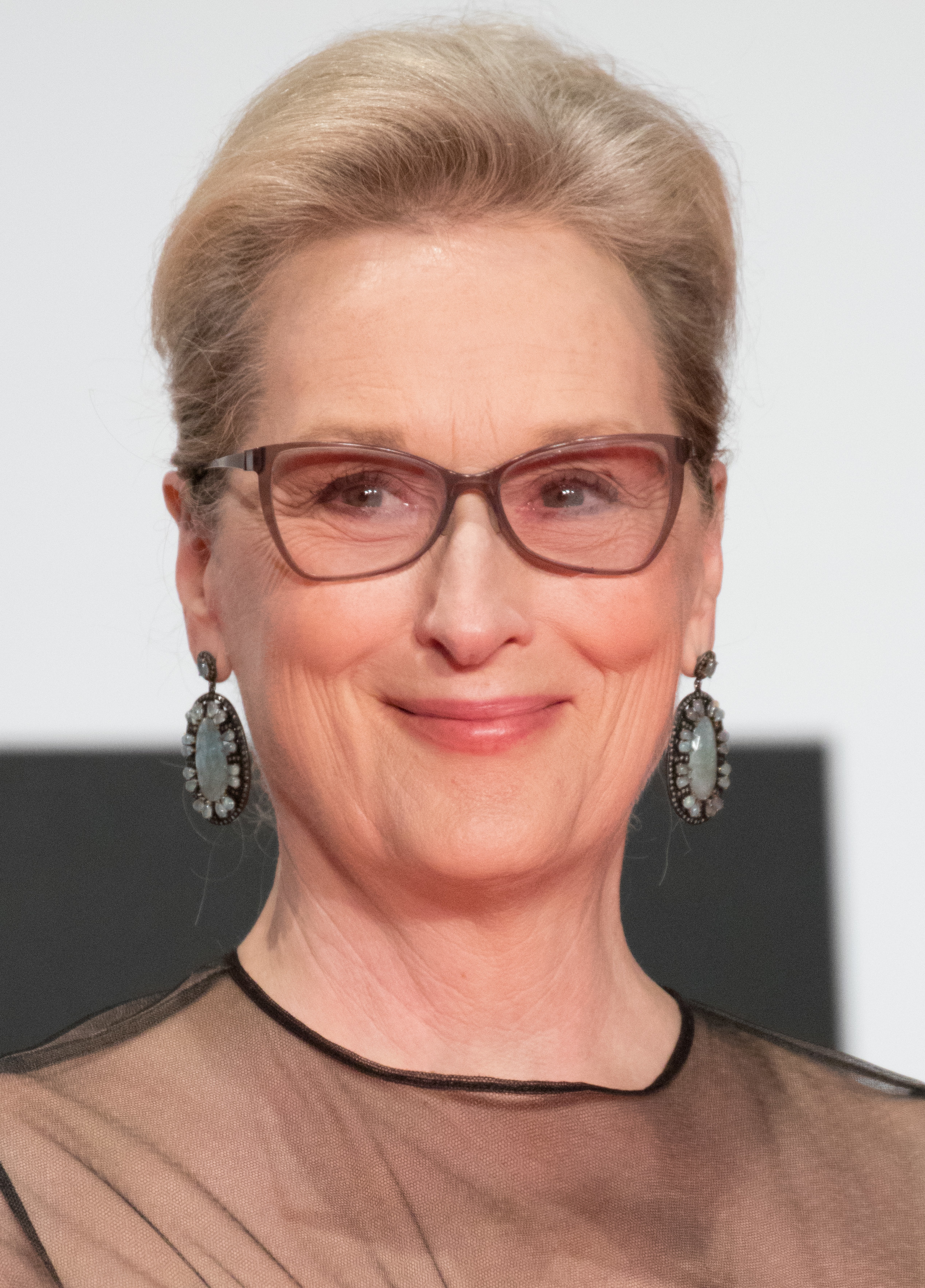
Meryl Streep, president del jurat

### Competició principal
El jurat de la secció de Competició de la Berlinale era format per:
- Meryl Streep, actriu estatunidenca, president del jurat
- Lars Eidinger, actor alemany
- Nick James, crític britànic
- Brigitte Lacombe, fotògrafa francesa
- Clive Owen, actor anglès
- Alba Rohrwacher, actriu italiana
- Małgorzata Szumowska, directora polonesa

### Primera Pel·lícula
Les següents persones van formar part del jurat per la Millor Primera Pel·lícula:
- Michel Franco, director i productor mexicà
- Enrico Lo Verso, actor italià
- Ursula Meier, directora franco-suïssa

### Curtmetratge
Les següents persones van formar part del jurat de Curtmetratges de la Berlinale:
- Sheikha Hoor Al-Qasimi, artista i conservadora de la UEA
- Katerina Gregos, escriptora i acadèmic grega
- Avi Mograbi, cineasta israelià

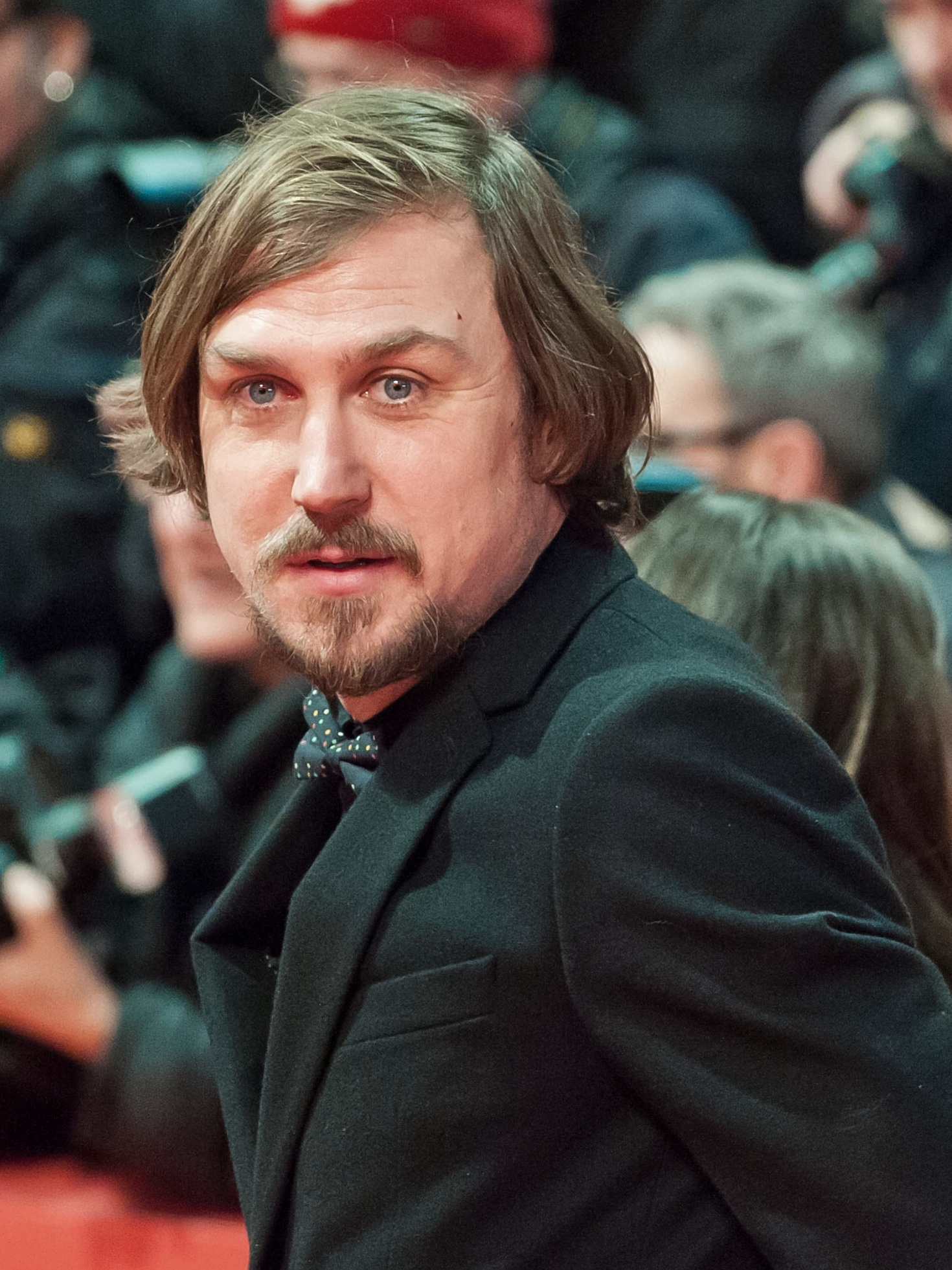
Lars Eidinger
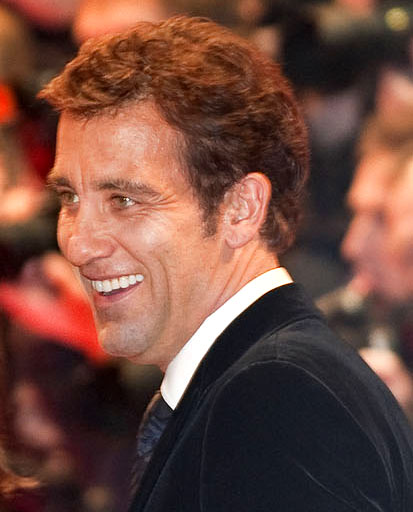
Clive Owen
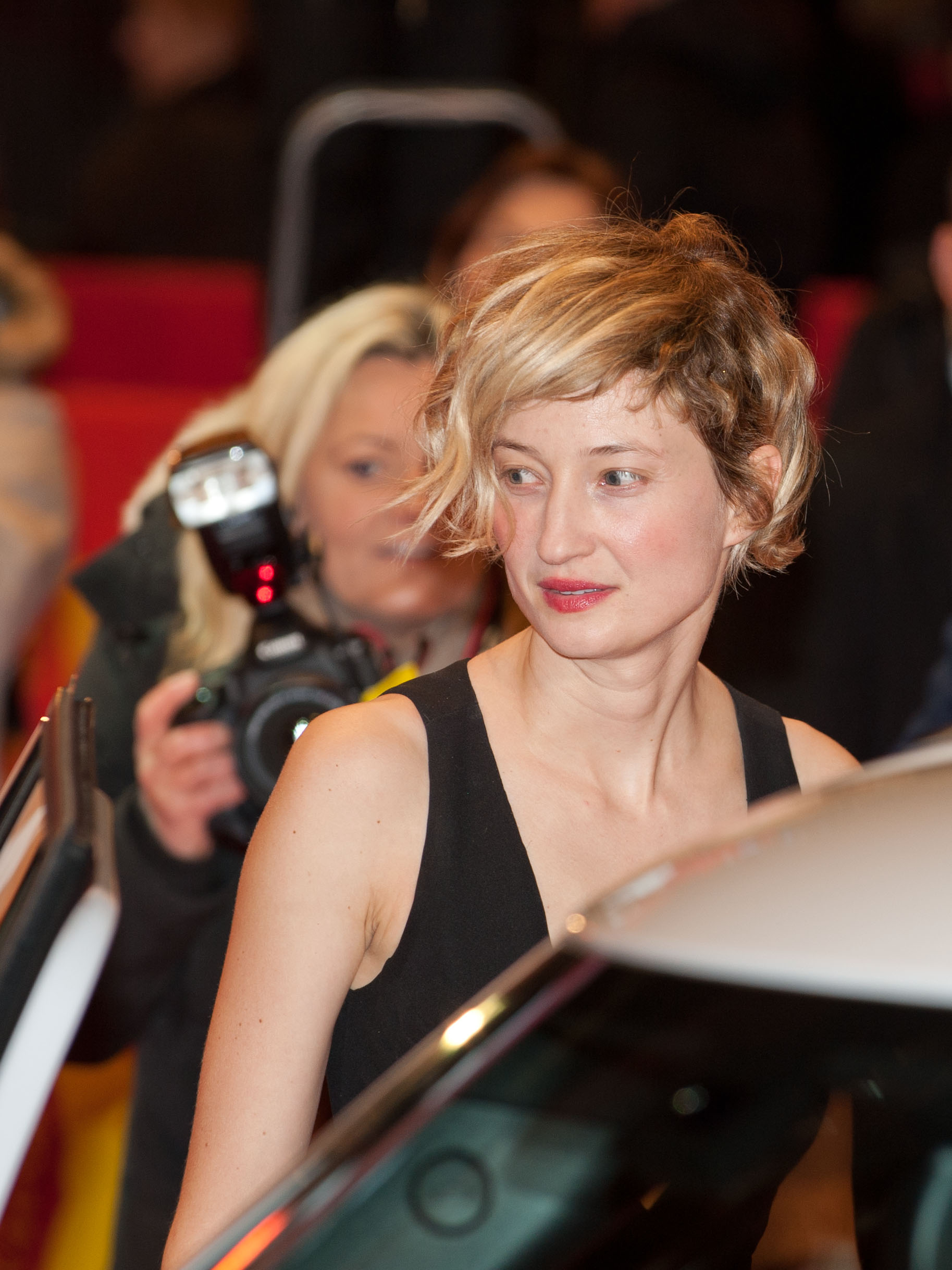
A. Rohrwacher
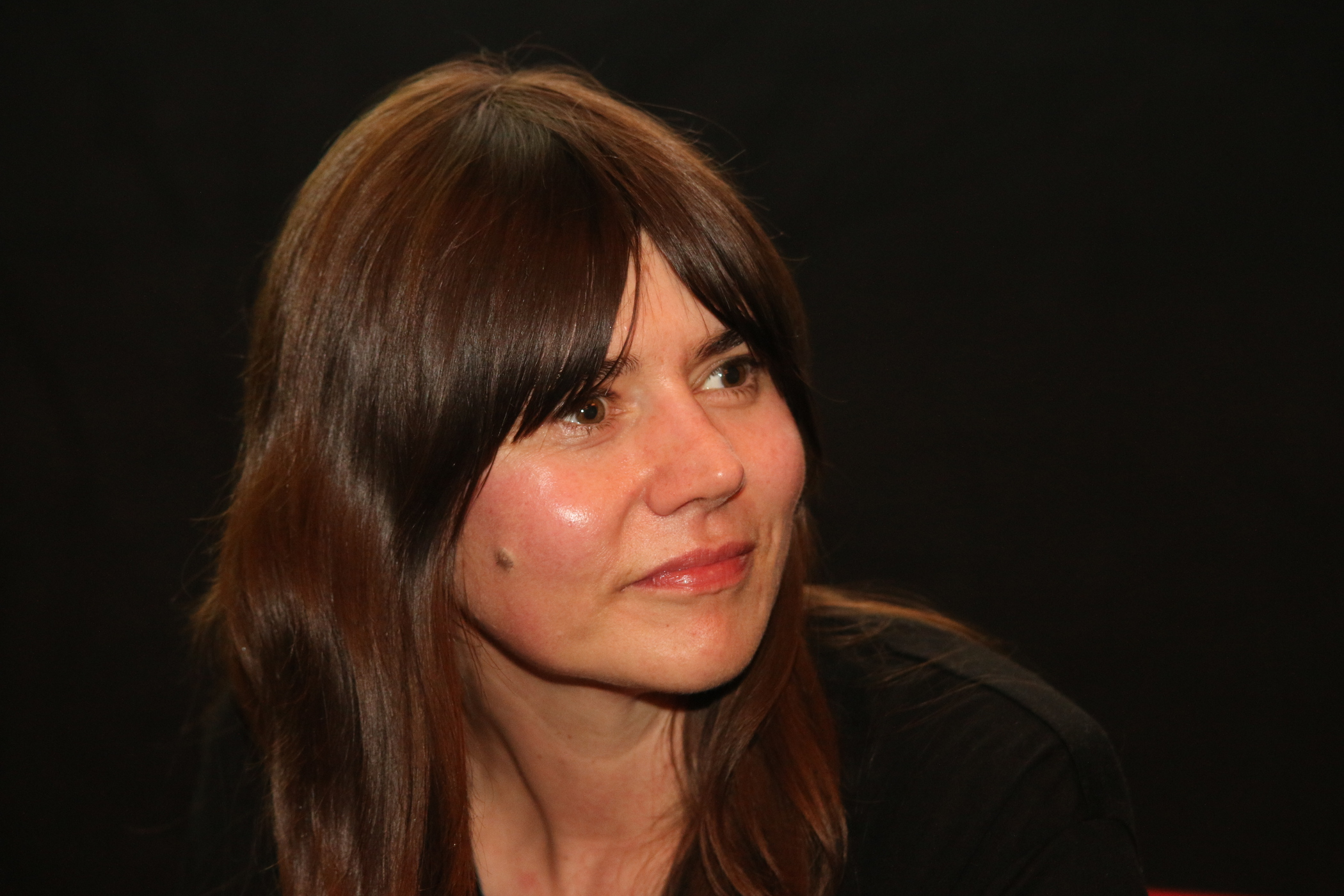
M. Szumowska

## En competició
Les següents pel·lícules van competir per l'Os d'Or i per l'Os de Plata:
| Títol                           | Director(s)          | País                             |
| ------------------------------- | -------------------- | -------------------------------- |
| Boris sans Béatrice             | Denis Côté           | Canadà                           |
| Genius                          | Michael Grandage     | Regne Unit, Estats Units         |
| Alone in Berlin                 | Vincent Pérez        | Alemanya, França, Regne Unit     |
| Midnight Special                | Jeff Nichols         | Estats Units                     |
| Zero Days                       | Alex Gibney          | Estats Units                     |
| Cartas da Guerra                | Ivo Ferreira         | Portugal                         |
| Ejhdeha Vared Mishavad!         | Mani Haghighi        | Iran                             |
| Fuocoammare                     | Gianfranco Rosi      | Itàlia, França                   |
| Hele sa Hiwagang Hapis          | Lav Diaz             | Filipines, Singapur              |
| Kollektivet                     | Thomas Vinterberg    | Dinamarca, Suècia, Països Baixos |
| L'Avenir                        | Mia Hansen-Løve      | França, Alemanya                 |
| Quand on a 17 ans               | André Téchiné        | França                           |
| Smrt u Sarajevu/Mort à Sarajevo | Danis Tanović        | França, Bòsnia i Hercegovina     |
| Zjednoczone stany miłości       | Tomasz Wasilewski    | Polònia, Suècia                  |
| 24 Wochen                       | Anne Zohra Berrached | Alemanya                         |
| Chang Jiang Tu                  | Yang Chao            | R.P. de la Xina                  |
| Inhebbek Hedi                   | Mohamed Ben Attia    | Tunísia, Bèlgica, França         |
| Soy Nero                        | Rafi Pitts           | Alemanya, França, Mèxic          |

## Fora de competició
Les següents pel·líocules foren seleccionades per ser projectades fora de competició:
| Títol                            | Director(s)         | País            |
| -------------------------------- | ------------------- | --------------- |
| Hail, Caesar!                    | Joel and Ethan Coen | Estats Units    |
| Chi-Raq                          | Spike Lee           | Estats Units    |
| Des nouvelles de la planète Mars | Dominik Moll        | França, Bèlgica |
| Mahana                           | Lee Tamahori        | Nova Zelanda    |
| Saint-Amour                      | Benoît Delépine     | França, Bèlgica |

## Panorama
Les següents pel·lícules foren seleccionades per la secció Panorama:
| Títol                            | Director(s)                         | País                                |
| -------------------------------- | ----------------------------------- | ----------------------------------- |
| Já, Olga Hepnarová               | Tomáš Weinreb, Petr Kazda           | Txèquia, Polònia, Eslovènia, França |
| Junction 48                      | Udi Aloni                           | Israel, Alemanya, Estats Units      |
| Les Premiers, les Derniers       | Bouli Lanners                       | França, Bèlgica                     |
| Maggie's Plan                    | Rebecca Miller                      | Estats Units                        |
| Nakom                            | Kelly Daniela Norris, T. W. Pittman | Ghana, Estats Units                 |
| Remainder                        | Omer Fast                           | Regne Unit, Alemanya                |
| S one strane                     | Zrinko Ogresta                      | Croàcia, Sèrbia                     |
| Starve Your Dog                  | Hicham Lasri                        | Marroc                              |
| Sufat Chol                       | Elite Zexer                         | Israel                              |
| Théo et Hugo dans le même bateau | Olivier Ducastel, Jacques Martineau | França                              |
| The Ones Below                   | David Farr                          | Regne Unit                          |
| War on Everyone                  | John Michael McDonagh               | Regne Unit                          |
| Aloys                            | Tobias Nölle                        | Suïssa, França                      |
| El rey del Once                  | Daniel Burman                       | Argentina                           |
| Goat                             | Andrew Neel                         | Estats Units                        |
| Grüße aus Fukushima              | Doris Dörrie                        | Alemanya                            |
| Indignation                      | James Schamus                       | Estats Units                        |
| Jonathan                         | Piotr J. Lewandowski                | Alemanya                            |
| Kater                            | Händl Klaus                         | Àustria                             |
| La helada negra                  | Maximiliano Schonfeld               | Argentina                           |
| Lantouri                         | Reza Dormishian                     | Iran                                |
| Little Men                       | Ira Sachs                           | Estats Units                        |
| Ranenyy Angel                    | Emir Baigazin                       | Kazakhstan, França, Alemanya        |
| While the Women Are Sleeping     | Wayne Wang                          | Japó                                |
| Antes o tempo não acabava        | Sérgio Andrade, Fábio Baldo         | Brasil, Alemanya                    |
| Auf Einmal                       | Aslı Özge                           | Alemanya, Països Baixos, França     |
| Aquí no ha pasado nada           | Alejandro Fernández Almendras       | Xile, Estats Units, França          |
| Jug-yeo-ju-neun Yeo-ja           | E J-yong                            | Corea del Sud                       |
| La route d'Istanbul              | Rachid Bouchareb                    | Algèria, França, Bèlgica            |
| Mãe só há uma                    | Anna Muylaert                       | Brasil                              |
| Nunca vas a estar solo           | Álex Anwandter                      | Xile                                |
| San Fu Tian                      | Jordan Schiele                      | Hong Kong, R.P. de la Xina          |
| Shelley                          | Ali Abbasi                          | Dinamarca, Suècia                   |
| Shepherds and Butchers           | Oliver Schmitz                      | Sud-àfrica, Estats Units, Alemanya  |

### Panorama Dokumente
Les següents pel·lícules foren seleccionades per la secció Panorama Dokumente:
| Títol                              | Director(s)                   | País                                |
| ---------------------------------- | ----------------------------- | ----------------------------------- |
| Don't Blink – Robert Frank         | Laura Israel                  | Estats Units, França                |
| Hotel Dallas                       | Livia Ungur, Sherng-Lee Huang | Romania, Estats Units               |
| Der Ost-Komplex                    | Jochen Hick                   | Alemanya                            |
| Mapplethorpe: Look at the Pictures | Fenton Bailey, Randy Barbato  | Estats Units, Alemanya              |
| Mariupolis                         | Mantas Kvedaravicius          | Lituània, Alemanya, França, Ucraïna |
| Uncle Howard                       | Aaron Brookner                | Regne Unit, Estats Units            |
| Brüder der Nacht                   | Patric Chiha                  | Àustria                             |
| Curumim                            | Marcos Prado                  | Brasil                              |
| Europe, She Loves                  | Jan Gassmann                  | Suïssa, Alemanya                    |
| Inside the Chinese Closet          | Sophia Luvarà                 | Països Baixos                       |
| Kiki                               | Sara Jordenö                  | Suècia, Estats Units                |
| Strike a Pose                      | Ester Gould, Reijer Zwaan     | Països Baixos                       |
| The Lovers and the Despot          | Rob Cannan, Ross Adam         | Regne Unit                          |
| Weekends                           | Lee Dong-ha                   | Corea del Sud                       |
| Who's Gonna Love Me Now?           | Tomer Heymann, Barak Heymann  | Israel, Regne Unit                  |
| Wu Tu                              | Fan Jian                      | R.P. de la Xina                     |
| Zona Norte                         | Monika Treut                  | Alemanya                            |

### Teddy30
Les següents pel·lícules foren seleccionades per ser exhibides com a part de la celebració del 30è aniversari del Premi Teddy:
| Títol                                           | Director(s)                      | País            |
| ----------------------------------------------- | -------------------------------- | --------------- |
| 1 Berlin Harlem                                 | Lothar Lambert, Wolfram Zobus    | RFA             |
| Anders als die Andern                           | Richard Oswald                   | Alemanya        |
| Before Stonewall                                | Greta Schiller, Robert Rosenberg | Estats Units    |
| Die Betörung der Blauen Matrosen                | Ulrike Ottinger                  | RFA             |
| Die Wiese der Sachen                            | Heinz Emigholz                   | RFA             |
| Gendernauts - Eine Reise durch die Geschlechter | Monika Treut                     | Alemanya        |
| I Shot Andy Warhol                              | Mary Harron                      | Estats Units    |
| Je, tu, il, elle                                | Chantal Akerman                  | França, Bèlgica |
| Looking for Langston                            | Isaac Julien                     | Regne Unit      |
| Machboim                                        | Dan Wolman                       | Israel          |
| Marble Ass                                      | Želimir Žilnik                   | Iugoslàvia      |
| Nitrate Kisses                                  | Barbara Hammer                   | Estats Units    |
| The Watermelon Woman                            | Cheryl Dunye                     | Estats Units    |
| Tongues Untied                                  | Marlon Riggs                     | Estats Units    |
| Toute une nuit                                  | Chantal Akerman                  | França, Bèlgica |
| Tras el cristal                                 | Agustí Villaronga                | Espanya         |

## Berlinale Special
Les següents pel·lícules foren seleccionades per ser exhibides a la secció Berlinale Special:
| Títol                                                       | Director(s)                                                     | País                       |
| ----------------------------------------------------------- | --------------------------------------------------------------- | -------------------------- |
| Den allvarsamma leken                                       | Pernilla August                                                 | Suècia, Dinamarca, Noruega |
| Miles Ahead                                                 | Don Cheadle                                                     | Estats Units               |
| A Quiet Passion                                             | Terence Davies                                                  | Regne Unit, Bèlgica        |
| L'ocell nacional                                            | Sonia Kennebeck                                                 | Estats Units               |
| Creepy                                                      | Kiyoshi Kurosawa                                                | Japó                       |
| The Seasons in Quincy: Four Portraits of John Berger        | Colin MacCabe, Christopher Roth, Bartek Dziadosz, Tilda Swinton | Regne Unit                 |
| Where to Invade Next                                        | Michael Moore                                                   | Estats Units               |
| The Music of Strangers: Yo-Yo Ma and the Silk Road Ensemble | Morgan Neville                                                  | Estats Units               |

## Premis
Es van atorgar els següents premis:

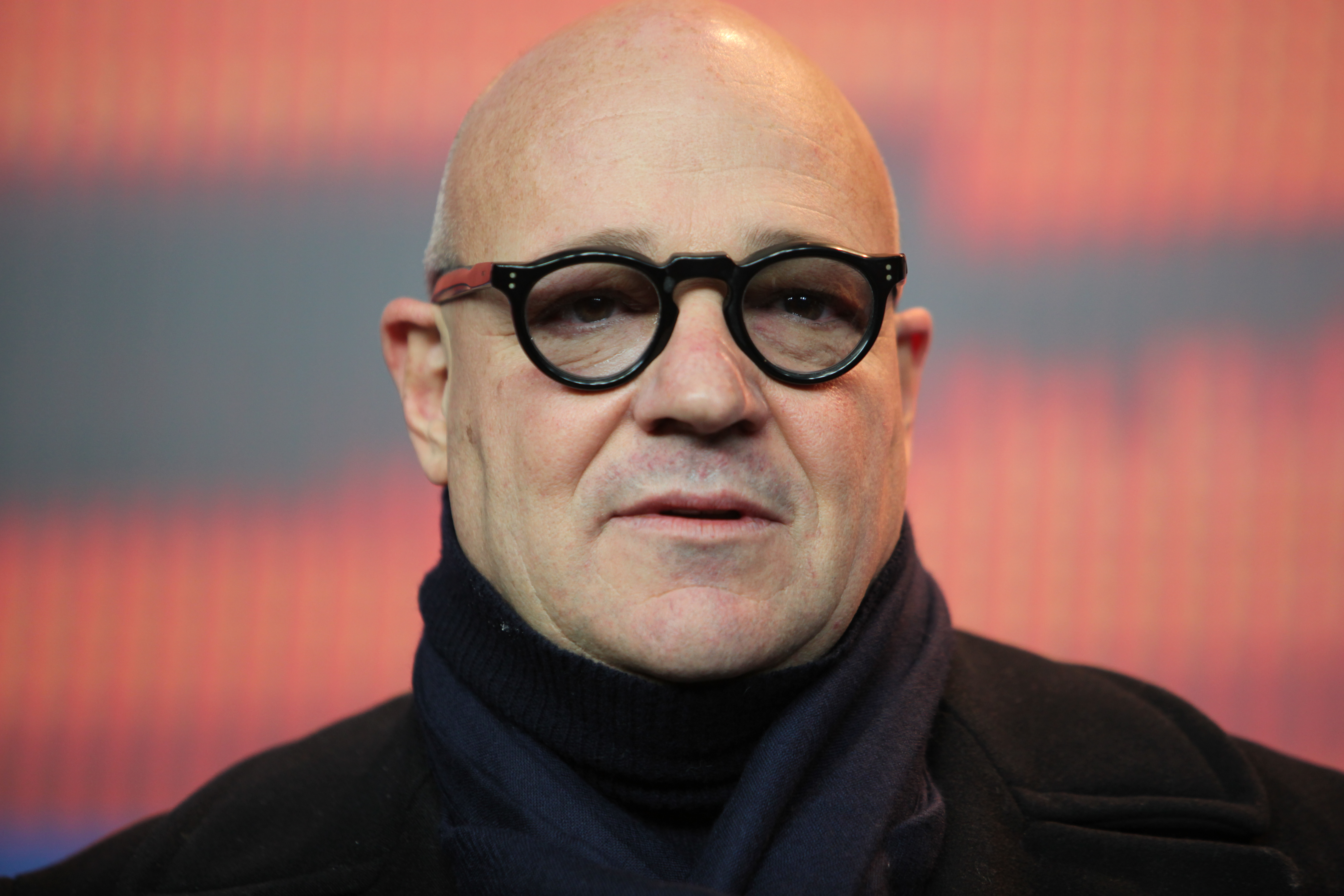
L'Os d'Or de 2016 fou atorgat a Fuocoammare de Gianfranco Rosi.

- Os d'Or – Fuocoammare de Gianfranco Rosi
  - Os d'Or honorífic – Michael Ballhaus
- Premi Especial del Jurat (Os de Plata) – Smrt u Sarajevu de Danis Tanović
- Premi Alfred Bauer (Os de Plata) – Hele sa Hiwagang Hapis de Lav Diaz
- Millor director – Mia Hansen-Løve per L'Avenir
- Millor actriu – Trine Dyrholm per Kollektivet
- Millor actor – Majd Mastoura per Inhebbek Hedi
- Os de Plata al millor guió – Tomasz Wasilewski per Zjednoczone stany miłości
- Os de Plata a la millor contribució artística en fotografia – Mark Lee Ping Bin per Chang Jiang Tu
- Premi a la Millor Primera Pel·lícula – Mohamed Ben Attia per Inhebbek Hedi
- Premi Panorama Audience 
  - 1r Lloc: Junction 48 d'Udi Aloni
  - 2n Lloc: Greetings from Fukushima de Doris Dörrie
  - 3r Lloc: Shepherds and Butchers d'Oliver Schmitz
- Premi Panorama Audience - Panorama Dokumente
  - 1r Lloc: Who's Gonna Love Me Now? de Tomer i Barak Heymann
  - 2n Lloc: Strike a Pose de Reijer Zwaan i Ester Gold
  - 3r Lloc: Weekends de Lee Dong-ha
- Os d'Or al millor curtmetratge – Batrachian's Ballad de Leonor Teles
- Os de Plata Premid el Jurat (curtmetratge) – A Man Returned  de Mahdi Fleifel
- Premi Audi al Curtmetratge – Anchorage Prohibited de Chiang Wei Liang
- Premi Teddy
  - Millor pel·lícula: Kater de Händl Klaus
  - Millor documental/assaig: Kiki de Sara Jordenö
  - Millor curtmetratge: Moms On Fire de Joanna Rytel
  - Premi Especial del Jurat: Nunca vas a estar solo d'Alex Anwandter
  - Premi Teddy Especial: Christine Vachon
  - Premi Teddy de l'Audiència: Théo et Hugo dans le même bateau de Jacques Martineau i Olivier Ducastel
  - Premi del Jurat dels Lectors de Männer Magazine: Mãe só há uma d'Anna Muylaert
- Premi FIPRESCI
  - Competició: Smrt u Sarajevu de Danis Tanović
  - Panorama: Aloys de Tobias Nölle
  - Forum: The Revolution Won't Be Televised de Rama Thiaw
- Premi del Jurat Ecumènic
  - Competició: Fuocoammare de Gianfranco Rosi
  - Panorama: Les Premiers, les Derniers de Bouli Lanners
  - Forum: 
    - Barakah Meets Barakah de Mahmoud Sabbagh
    - Those Who Jump d'Abou Bakar Sidibé, Estephan Wagner i Moritz Sieber
- Europa Cinemas Label – Les Premiers, les Derniers de Bouli Lanners
- Premi Arte International – Alvaro Brechner per Memories from the Cell
- Premi Eurimages Co-production Development – Cinéma De facto and Proton Cinema per Blind Willow, Sleeping Woman